# Arthur Lipsett
Arthur Lipsett (* 13. Mai 1936 in Montreal; † 1. Mai 1986 in Montreal) war ein kanadischer Regisseur. Er drehte in den 1960er Jahren avantgardistische Kurzfilme.
Very Nice, Very Nice wurde 1962 für einen Oscar in der Kategorie Bester Kurzfilm nominiert. Der Kurzfilm 21-87 inspirierte George Lucas zum Begriff der Macht in Star Wars.

## Filmografie
- 1960: Hors-d’oeuvre
- 1961: Very Nice, Very Nice
- 1963: Experimental Film
- 1963: 21-87
- 1964: Free Fall
- 1965: Animal Altruism
- 1965: Animals and Psychology
- 1965: A Trip Down Memory Lane
- 1965: Fear and Horror
- 1965: Perceptual Learning
- 1965: The Puzzle of Pain
- 1969: Fluxes
- 1970: N-Zone